# Fonyód
Fonyód är en mindre stad i provinsen Somogy i Ungern i distriktet med samma namn. Fonyód hade år 2001 ett invånarantal på 5 296 invånare.

## Historik
Första omnämnandet av Fonyód finns i en skrivelse av László I från 1082 och är där omnämnd som byn Funoldi. År 1232 var byn inkluderad i landområdena runt Tihany-klostret. Kartor från 1300-talet visar Fonyód som en ö med ett slott i sjön Balaton. Slottet ockuperades och förstördes 1575 under den turkiska invasionen. Efter den turkiska ockupationen kom Fonyód förbli obebott fram till 1800-talet.
Byggandet av en järnväg runt Balatonsjön har i hög grad bidragit till byns utveckling. År 1900 blev Fonyód en semesterort och 1989 fick Fonyód stadsrättigheter.

## Vänorter
- Leipheim, Tyskland
- Borsec, Rumänien
- Novi Vinodolski, Kroatien
- Nové Zámky, Slovakien